# 青江派
青江派（あおえは）は、備中国青江（現・岡山県倉敷市）の日本刀刀工一派。平安末期に始まり、鎌倉・南北朝時代に栄え、室町時代には衰退。

## 概要

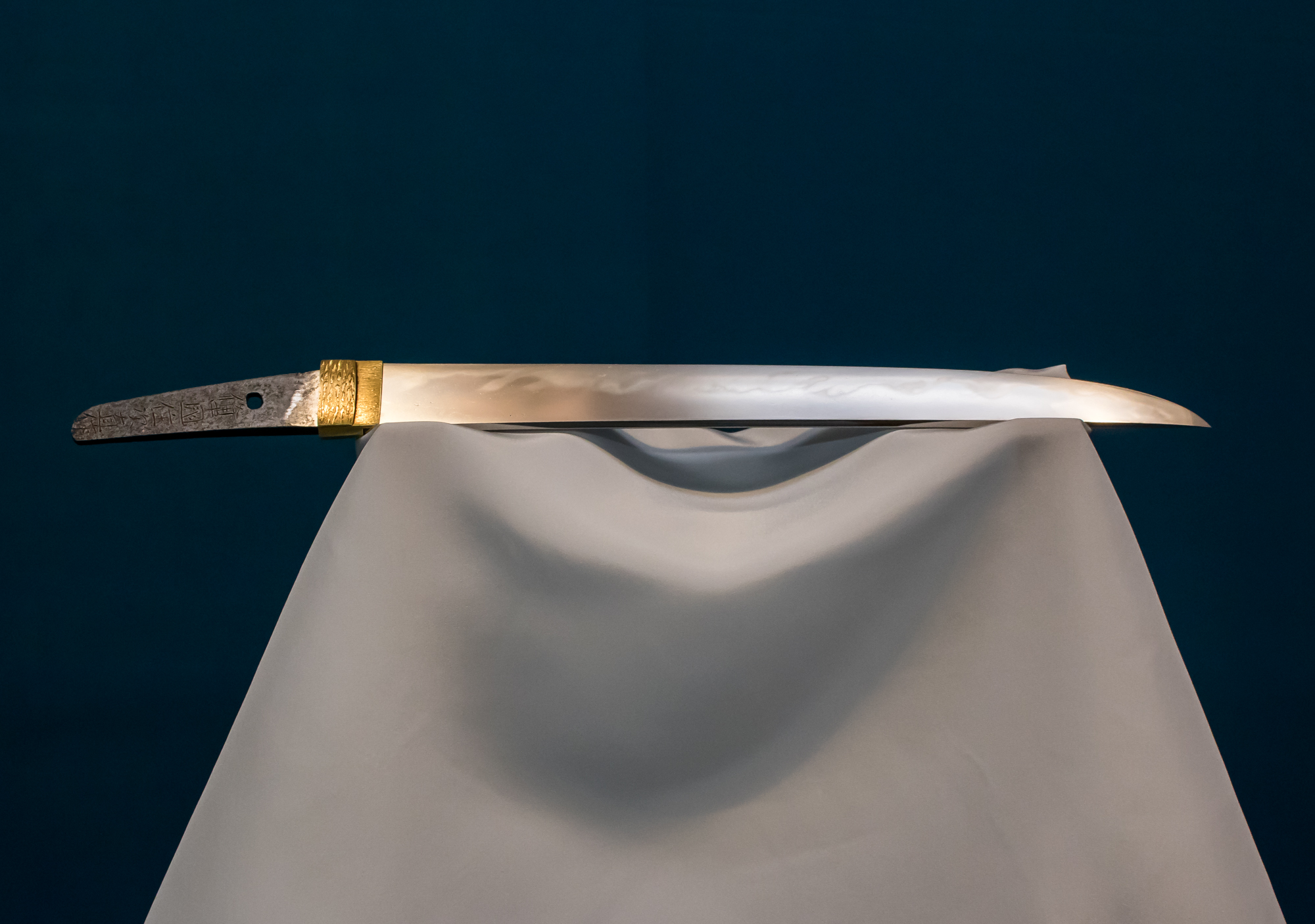
短刀 銘「銘備中国住次直作 延文三年十一月日」 南北朝時代・1358年の作品（末青江） 重要文化財 東京国立博物館蔵

### 備中鍛冶
吉備国（現在の岡山県を中心とする地域）は、古来鉄の産地として知られ、備前国（おおむね岡山県の南東部）には多くの刀工が存在したが、隣国の備中国（おおむね岡山県の西部）にも刀工集団が存在した。古伝書『元亀目利書』によれば、備中鍛冶は刀工・安次（やすつぐ）を祖とする青江鍛冶と、則高（のりたか）を祖とする妹尾（せのお）鍛冶とに分かれるという。青江は高梁川の下流、現在の岡山県倉敷市に位置する。現存刀の銘には、刀工の居住地として子位荘（こいのしょう）および万寿荘（まんじゅのしょう／ますのしょう）の地名がみられる。「備中国子位東庄青江助次作／正和元年六月日」と銘する太刀が現存し、青江が子位荘に位置していたことが明らかである。子位荘は墾田地系荘園、万寿荘は寄進系荘園とされるが、これらの詳しい沿革は不明であり、子位は万寿荘のなかの地名であったのか、子位荘と万寿荘は並存していたのかどうかも不明である。なお、前述の妹尾は、現在の岡山市南区妹尾にあたる。

### 古青江・中青江・末青江

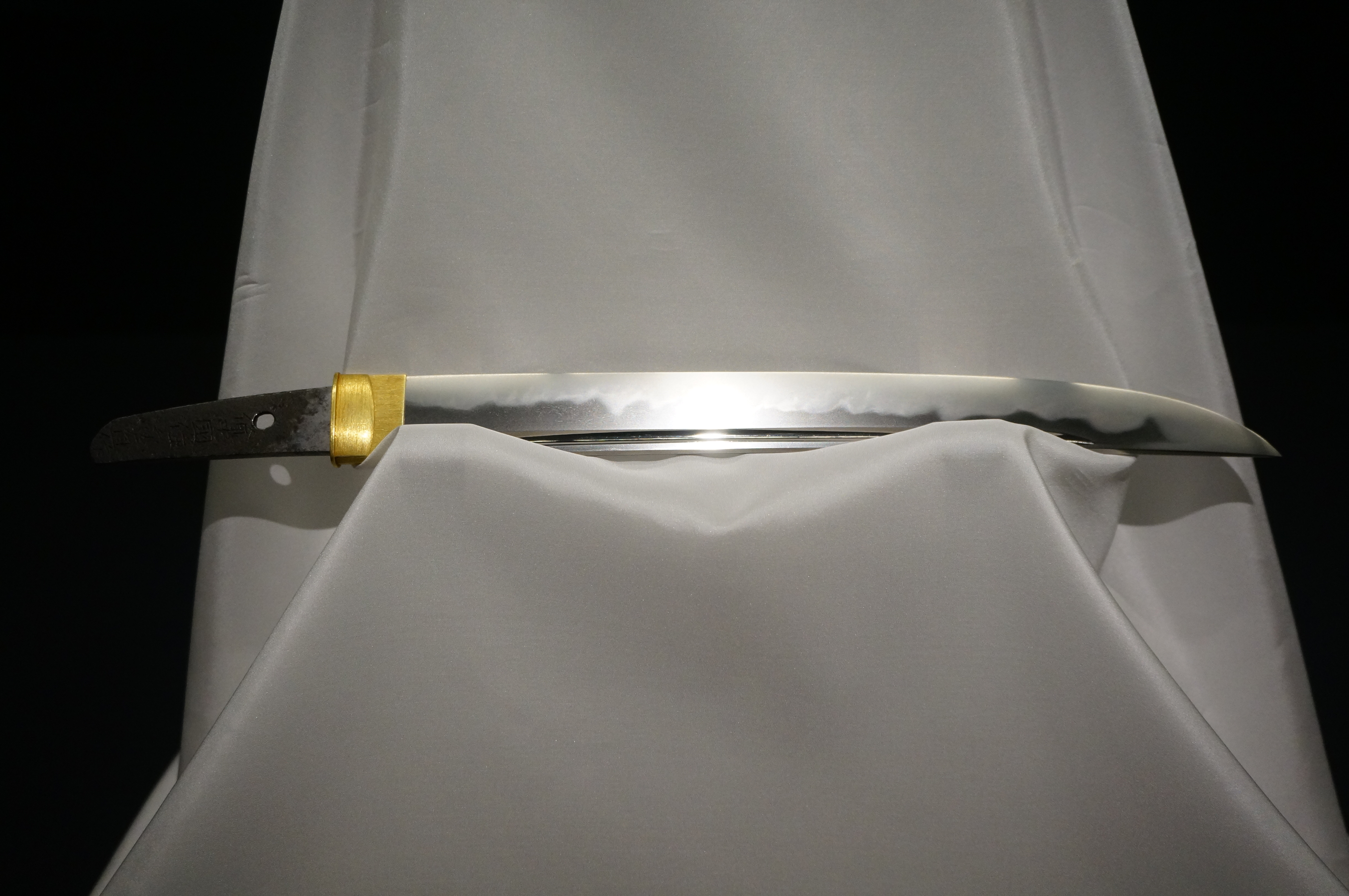
短刀 銘 備中国住次直作（御家名物大青江） 延文五年二月日、南北朝時代・1360年の作品（末青江）、加賀国金沢藩前田氏伝来、特別重要刀剣

青江鍛冶は、平安時代末期から南北朝時代まで刀工を輩出しているが、室町時代以後は絶えている。青江の刀工は年代から古青江（こあおえ）、中青江（ちゅうあおえ）、末青江（すえあおえ）の3つに分けられる。古青江は鎌倉中期頃まで、末青江は南北朝時代の延文年間（1356 - 1360年）を中心とした時期の刀工を指し、これら2つについてはその特色がはっきりしている。これらの中間に位置するものを中青江と呼称している。
古青江は、その作風に著しい特色がある。太刀姿は腰元で大きく反り、為次作の太刀（号狐ヶ崎）のように茎（なかご）にも反りの付くものがある。元から切先へ向かうにつれて反りは浅く、幅は細くなり、切先は小切先となる。地鉄（じがね）は備前物よりも肌立ち、沸（にえ）が目立ち、澄肌（墨肌とも）と呼ばれるこの一派独特の肌が見どころとなっている。澄肌とは青く澄んだ地鉄のなかに黒く色の変わって見える地斑（じふ）が見えるものを指す。古伝書には「地色底黒にして霜ふりたる処々に澄膚あり」（秘伝抄）、「青き地に鉄色変りて所々黒目に見ゆる」（本阿弥光甫秘伝書）などと表現されている。刃文は直刃（すぐは）調や小乱れを主として小丁子を交えた、こずみがちの刃文となり、帽子は小丸に返るものが多い。茎の鑢目（やすりめ）を大筋違（おおすじかい）とするのもこの派の特色である。銘を切る位置にも特色があり、太刀であっても刀銘（裏銘）、すなわち、腰に佩いた際に体に接する面に銘を切る例が多い。刀工名は、守次、貞次、恒次のように、「次」字を通字とする。伝承によれば、後鳥羽院は月別に山城、備前、備中の各国から鍛冶を召して院内で鍛刀させたというが（いわゆる後鳥羽院番鍛冶）、『観智院本銘尽』によると、備中国からは貞次、恒次、次家が番鍛冶として召されたという。古青江の代表工には既述の守次、貞次、恒次、次家のほか、為次、康次、包次、助次、俊次、次忠、末次らがいる。
一方の妹尾鍛冶は、則高を祖とするというが、現存刀は少ない。作風は備前物に似るが、同時期の備前物よりは地味である。妹尾鍛冶とされる者に則重のほか正恒、是重、安家らがいる。正恒は、同時代（平安末期〜鎌倉初期）の古備前派にも同名の刀工が存在する。備中正恒は鑢目（やすりめ）を大筋違とする点が古備前正恒と異なるが、2名の正恒は作風、銘字ともに類似しており、両者には何らかの関連が想定される。
中青江は鎌倉時代末期から南北朝初期頃の青江鍛冶を指す。古青江には銘に年号を切ったものを見ないが、中青江の時代から年号入りの銘がみられる。このうち最古の年号は正和（1313 - 1316年）である。また、銘に居住地や官名を切るものもあらわれ、「備中国住右衛門尉平吉次作」「備州万寿住右衛門尉吉次作」などと銘した太刀が現存する。作風は前代に引き続き、地鉄には澄肌がみられ、刃文は直刃調を主とするが、前代にはみられなかった丁子を交えた乱刃の作もある。代表工に助次、吉次、直次、恒次、貞次らがいる。恒次、貞次などは古青江にも同名の刀工がいる。青江では異なる時代に同名の刀工が複数存在する傾向があり、たとえば恒次という銘を切る刀工は銘鑑には平安時代以降8名が記載されている。
末青江は延文年間（1356 - 1360年）を中心とした南北朝時代の青江鍛冶を指す。太刀は、この時期の日本刀の特色を反映した、刃長3尺（約90センチ）を超える大太刀があらわれる。これらの大太刀は、幅広く、反り浅く、切先が延びて大切先となる、この時代特有の造り込みを示す。この時代には短刀の作もみられるが、やはり時代の特色を反映して、寸延び（刃長1尺を超える）で幅広く、やや反りの付いたものが多い。刃文は伝統的な直刃調の刃文を焼くものと、逆（さか）がかった大模様の丁子乱れを焼くものがある。代表工に次吉、守次、次直、貞次らがいる。刃文が「逆がかる」とは、刃文を構成する「足」が刃縁と直角にならず、斜めに傾いているものを形容する用語で、刃文が「逆がかる」のは青江物全般の特色である。

## 著名刀工及び作品

### 国宝
- 太刀 銘為次（狐ヶ崎）（鎌倉）山口県・吉川史料館、1933年重文指定、1951年国宝指定。吉川友兼が梶原景時一統を討伐した時の佩刀と伝えられる。
- 太刀 銘貞次 （鎌倉）東京都・個人蔵、1933年重文指定、1953年国宝指定。
- 太刀 銘康次 （鎌倉）岐阜県・宗教法人崇教真光、1931年重文指定、1955年国宝指定。足利義昭が島津義久に送ったものと伝えられる[17]。
- 太刀 銘正恒 （鎌倉）神奈川県・鶴岡八幡宮、1928年重文指定、1952年国宝指定。八代将軍吉宗奉納。
- 太刀 銘守利 （鎌倉）大阪府・個人蔵、1934年重文指定、1959年国宝指定。

※同時代に古備前派にも正恒という刀工がいる。

### 重要文化財

#### 古青江
- 太刀 銘守次 （鎌倉）所在不明、1931年指定
- 刀 金象嵌銘貞次（名物小青江） （鎌倉）大阪府・個人蔵、1952年指定。「享保名物帳」に所載。加賀前田家に伝来の2振の青江のひとつで、もう片方の「大青江」に比べ小ぶり。
- 刀 金象嵌銘貞次磨上之／本阿（花押）（名物大青江） （鎌倉）神奈川県・個人蔵、1957年指定。「享保名物帳」に所載。加賀前田家に伝来の2振の青江のひとつで、もう片方の「小青江」に比べ大ぶり。
- 太刀 銘貞次（鎌倉）東京国立博物館、1959年指定
- 太刀 銘恒次 （鎌倉）京都府・北野天満宮、1909年指定
- 太刀 銘恒次（数珠丸） （鎌倉）兵庫県・ 本興寺、1922年指定。天下五剣の一つ。日蓮が所持していたとされる。「享保名物帳」に所載。
- 太刀 銘恒次 （鎌倉）茨城県・土浦市立博物館、1937年指定
- 太刀 銘康次（鎌倉）東京国立博物館、1931年指定
- 太刀 銘包次 （鎌倉）厳島神社、1914年指定
- 太刀 銘包次 （鎌倉）愛知県・個人蔵、1955年指定
- 太刀 銘包次 （鎌倉）京都国立博物館、1956年指定
- 太刀 銘包次 （鎌倉）兵庫県・公益財団法人黒川古文化研究所、1978年指定
- 太刀 銘正恒 （鎌倉）和歌山県・熊野速玉大社、1913年指定
- 太刀 銘正恒 （鎌倉）愛知県・滝山東照宮、1914年指定
- 太刀 銘正恒 （鎌倉）香川県・白鳥神社、1922年指定
- 太刀 銘正恒 （鎌倉）東京都・個人蔵、1935年指定

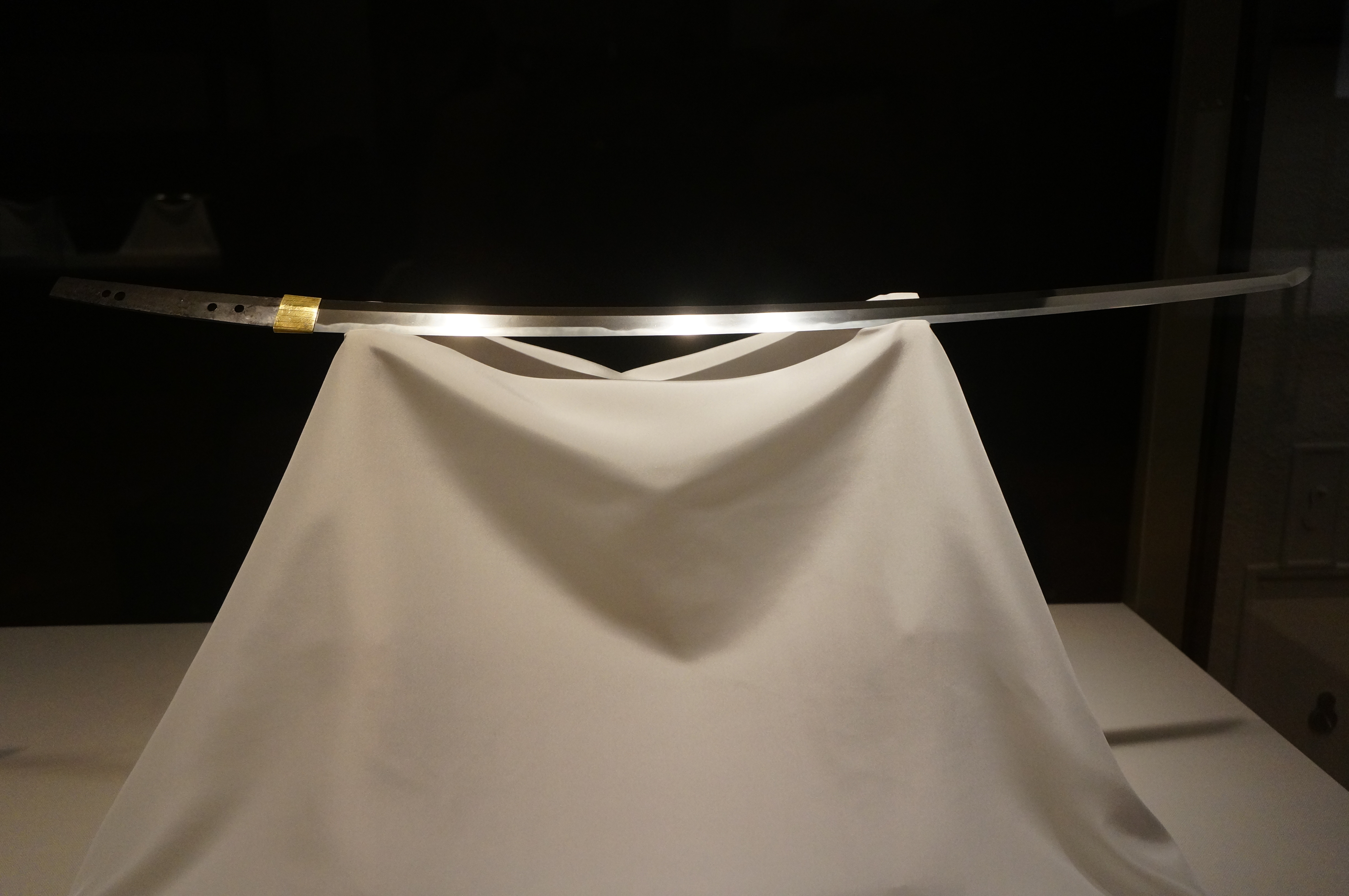
太刀 古青江正恒 銘「正恒」、 13世紀、重要文化財 東京国立博物館蔵

- 太刀 銘正恒 （鎌倉）東京国立博物館、1941年指定
- 太刀 銘正恒（青江） （鎌倉）岡山県・林原美術館、1959年指定
- 太刀 銘正恒（備中） （鎌倉）大阪府・個人蔵、1961年指定
- 黒漆小太刀 中身銘有次 （鎌倉）和歌山県・滝尻王子宮十郷神社、1972年指定
- 太刀 銘次忠 （鎌倉）富山県・秋水美術館、1953年指定
- 太刀 銘守利 （鎌倉）大阪府・法人蔵、1960年指定
- 刀 無銘伝守利 （鎌倉）愛知県・個人蔵、1922年指定
- 太刀 銘次家 （鎌倉）三重県・伊勢神宮、1965年指定
- 太刀 銘俊次 （鎌倉）福岡県・太宰府天満宮、1912年指定
- 太刀 銘弘次 （鎌倉）静岡県・秋葉山本宮秋葉神社、1923年指定

#### 中青江
- 太刀 銘備中国住人吉次 （鎌倉）埼玉県・鷲宮神社、1914年指定
- 太刀 銘備中国住人吉次 （鎌倉）佐賀県・田島神社、1920年指定
- 太刀〈銘備中国青江住右衛門尉平吉次作／元徳弐年五月日 （鎌倉・1330年）東京国立博物館、1949年指定
- 太刀 銘正中三年備中国吉次 （鎌倉・1326年）福井県・藤島神社所有、福井市立郷土歴史博物館保管、1909年指定
- 太刀 銘備州万寿住右衛門尉吉次作 （鎌倉）東京都・日枝神社、1910年指定
- 短刀 銘備中国住平忠（以下切） （鎌倉）奈良県・談山神社、1928年指定
- 太刀 銘備中以下切 （鎌倉末期）所在不明、1952年指定

#### 末青江

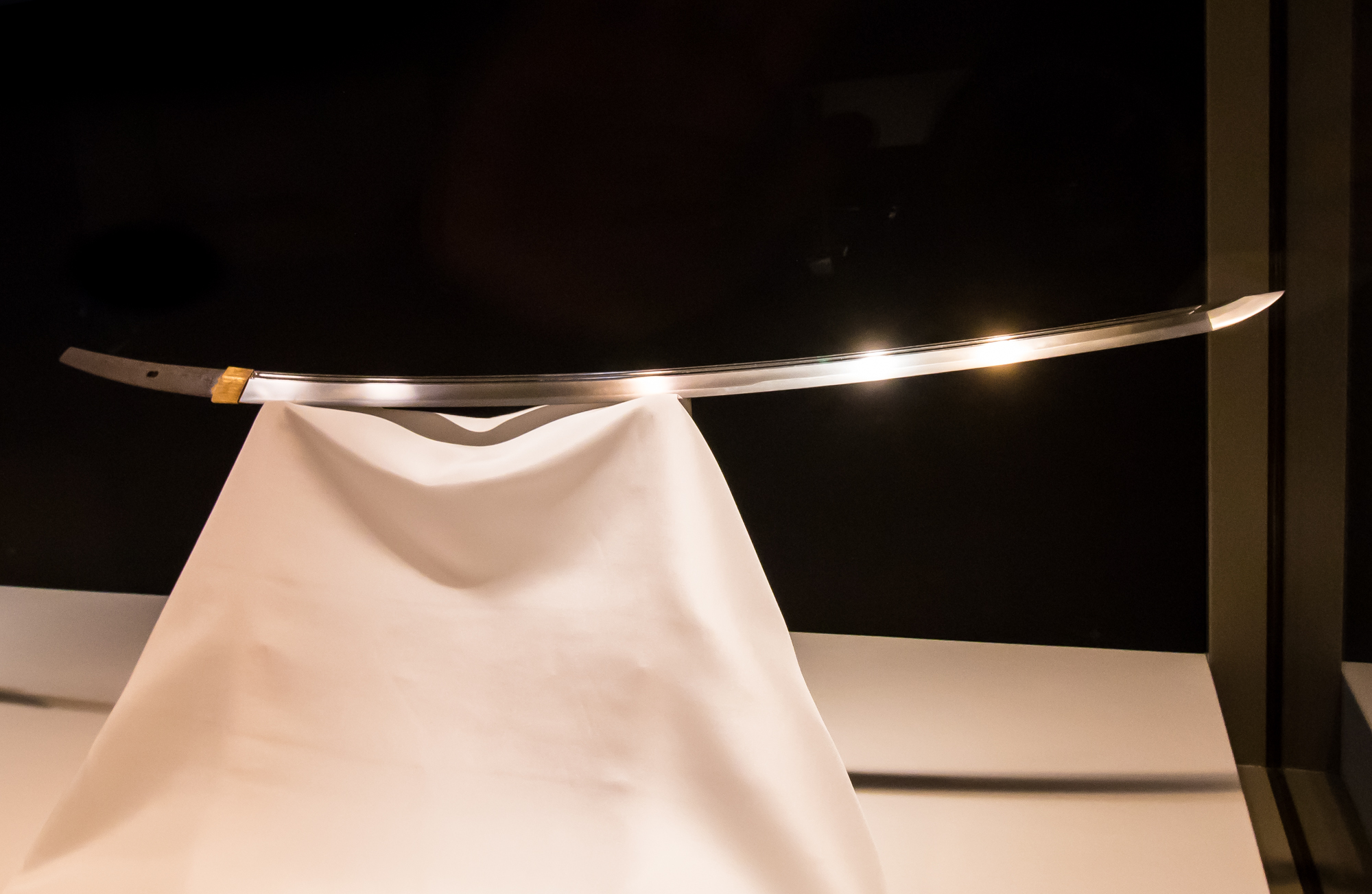
太刀 青江守次 銘「備中国住守次作 延文二年十二月日」 重要文化財 東京国立博物館蔵

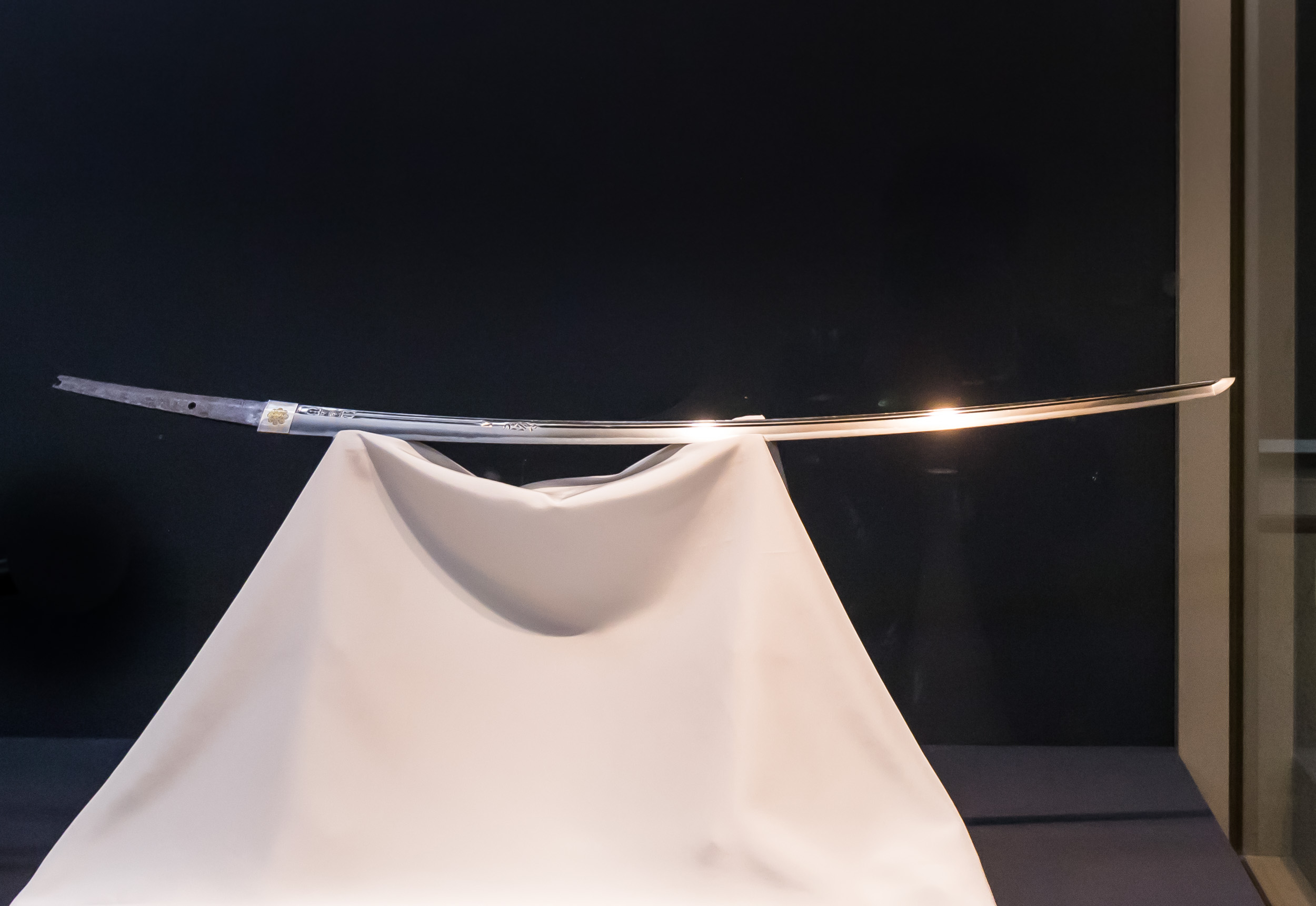
太刀 青江守次 銘「守次」（般若太刀） 重要文化財 東京国立博物館蔵

- 太刀 銘備中国住人左兵衛尉直次作／建武二年十一月 （南北朝・1335年）京都国立博物館、1955年指定
- 薙刀 銘住吉大明神主（以下不明）八幡大菩薩／暦応五年（一字不明）月日備中国住直次作 （南北朝・1342年）三重県・長盛寺、1913年指定
- 太刀 銘備中国住次吉作貞和二年十月日 （南北朝・1346年）所在不明、1955年指定
- 短刀 銘備中国住守次作／延文二年八月日 （南北朝・1357年）所在不明、1952年指定
- 太刀 銘備中国住守次作、延文二年十二月日 （南北朝・1357年）東京国立博物館、1962年指定
- 太刀 銘守次 （南北朝）文化庁保管、1955年指定。上杉家に伝来し、輪宝太刀と呼ばれた。
- 短刀 銘備中国住次直作／延文三年十一月日 （南北朝・1358年）東京国立博物館、1939年指定
- 短刀 銘備中国住次直作／延文三年十二月日 （南北朝・1358年）愛知県・個人蔵、1939年指定
- 刀 折返銘備中国住次直 （南北朝）愛知県・徳川美術館、1954年指定
- 太刀 銘備中国住（以下不明）／延文三年六月日 （南北朝・1358年）広島県・厳島神社、1926年指定
- 大太刀 銘備中国住人□□延文六年二月日 （南北朝・1361年）長野県・長野市所有、1961年指定
- 薙刀 銘備中国住家次作貞治六年八月日 （南北朝・1367年）静岡県・個人蔵、1954年指定
- 金銅柏文兵庫鎖太刀 中身銘□次 （南北朝）春日大社、1964年指定
- 刀 無銘伝備中依真 （南北朝）個人蔵、福井県立美術館保管、1964年指定

※「所在不明」とあるのは、2017年5月の文化庁発表で「所在不明」とされている物件である（参照：国指定文化財（美術工芸品）の所在確認の現況について（平成29年5月27日）（文化庁サイト））

### その他
- にっかり青江（南北朝）香川県・丸亀市立資料館。脇差。貞次作とされる。柴田勝家、丹羽長秀、豊臣秀吉らを経て丸亀藩京極氏に伝わる。重要美術品。